# عقيل الحمداني
عقيل الحمداني عالم دين وخطيب عراقي.

## مولده ونشأته
هو الشيخ عقيل بن الحاج هادي بن الحاج محمد الحمداني ولد في 26 جمادى الأول 1398 هجرية في مدينة جبله إحدى نواحي مدينة الحلة العراقية ونشا في تلك المدينة وتلقى علومه الأولى فيها حتى دخل كلية الهندسة في جامعة بابل سنه 1415 هجرية والتحق بصفوف الحوزة العلمية الشريفه ونال درجات عالية في العلوم الدينية.

## مؤلفاته
- 1- انوار الزهراء ع..طبع سنة 2004 م.
- 2- جنة مناقب الحسين ع..طبع سنة 2005 م.
- 3- جنة فضائل العباس ع وهو أكبر موسوعة معرفية في العالم كتبت عن حياة العباس ع ب 4 اجزاء وباكثر من 2200 صفحة - طبع في دار المحجة البضاء بيروت 2017- .
- 4-فيض السماء في مجالس عاشوراء، تحقيقات علمية تاريخية حول كربلاء - طبع في دار المحجة البيضاء -2016 بيروت.
- 5-سبع الهندية وهو رسالة عن حياة السيد محمد بن الحمزة ع وطبع عن دار الفرات للثقافة والاعلام في الحلة 2017. في 94 صفحة من القطع المتوسط
- 6- ثمار الفكر والمعارف..بحوث متنوعة وتحقيقات جديدة- طبع في دار الفرات للثقافة والاعلام في العراق - الحلة عام 2017 في 470 صفحة من القطع الكبير.
- 7- التاريخ في دائرة الضوء أكثر من 16 جزء، موسوعة تاريخية لدراسة نصوص كثير من ملفات التاريخ بالاشتراك مع الاستاذ محمد العوادي، معد للطبع.
- 8- على طريق كربلاء سيرة وتاريخ 5 اجزاء، أول دراسة تحليلية لنصوص التاريخ المتعلق بنهضة الامام الحسين ع ومقتله الشريف بالاشتراك مع الاستاذ محمد العوادي، معد للطبع.
- 9- الايام الكربلائية من حياة العباس ع - طبع في مطابع العتبة العباسية 2016 وهو في 24 صفحة صدر عن مركز تراث كربلاء.
- 10 -من خطباء المنبر الحسيني في كربلاء - معد للطبع.
- 11- واقعة كربلاء بين التاريخ والتراث - معد للطبع.

إضافة إلى الكتب المخطوطة التالية:
- 1. سيرة شهيد العقيدة ابن السكيت.
- 2. أبو دلف الأمير.. حياته وشعره.
- 3. أبو طالب سيرة العطاء والمجد.
- 4. اسد الله حمزة ع سيرة وتاريخ.
- 5. ماذا تعرف عن سيرة اسيا بنت مزاحم.
- 6. الدولة الحمدانية.. دولة السيف والقلم.
- 7. الحمدانيون.. مجد وحضارة.
- 8. تشيع السيدة زبيدة.
- 9. فضة ابنة المجد وخادمة الزهراء
- 10 . الفوائد المعرفية.
- 11 . الكشكول الحمداني.
- 12 . المحسن السقط في التاريخ والادب.
- 13 . سيرة المنتصر بالله العباسي.
- 14 . امنة بنت وهب سيدة النسوان.
- 15 . أيام من حياة علي ع.
- 16. تربة الحسين ع
- 17 . ثمار الافكار مجموعة شعرية.
- 18 . ثمار التاريخ والمعارف.
- 19 . جامع الفوائد وفاكهة الموائد.
- 20. حسنيات.. معارف من حياة الامام الحسن ع
- 21 . حسينيات.. معارف من حياة الحسين ع
- 22 . ديناميت الشباب.. الاسباب والعلاج.
- 23 . رسالة راس الحسين ع في التاريخ.
- 24 رضويات.. معارف من حياة الامام الرضا ع.
- 25. قبسات من سيرة سعيد بن جبير.
- 26 . سيدة نساء العرب ام البنين ع
- 27 . شعر الحق لابي نؤاس.
- 28. صاحب القنديل القاسم بن الكاظم ع.
- 29. عائشة في الميزان.
- 30. علويات.. معارف من حياة علي ع.
- 31. عسكريات.. معارف من حياة العسكري ع.
- 32. سيرة السيدة فاطمة بنت اسد ع.
- 33. في رحاب الامام المهدي ع.
- 34. في رحاب القاسم الشهيد ع
- 35 قبسات من حياة السيدة نفيسة بنت الحسن ع.
- 36 . قبسات ولائية.
- 37 . قلائد الدرر.
- 38. سيرة حياة قنبر.
- 39. كاظميات.. معارف من حياة الكاظم ع.
- 40. كوثى في التاريخ.
- 41. من القصص الواقعية في الإنترنت.
- 42. من تاريخ حي على خير العمل.
- 43. من هنا وهناك.
- 44 . مهديات.. معارف من حياة المهدي ع.
- 45. نبويات.. معارف من حياة النبي ص واله.
- 46. من سيرة الطاهره نرجس ع.
- 47 . هدم قبر الحسين ع في التاريخ.
- 48. من حياة ميثم التمار.
- 49. هذا هو الحسين.
- 50 .جنة علي الأكبر قراءة في سيرته بمجلدين.
- 51. جنة مناقب مسلم بن عقيل ع قراءة في سيرته بمجلدين.
- 52 سيرة حياة السيدة سكينة بنت الحسين ع.
- 53. جنة مناقب الطفل الرضيع ع.
- 54. جنة فضائل الزهراء ع باكثر من 10 اجزاء.
- 55. شرح سورة القدر.
- 56 . شرح دعاء الصباح.
- 57. شرح زيارة الاربعين.
- 58 . شرح زيارة عاشوراء.
- 59 . جنة مناقب النبي الاعظم ’ واله.
- 60 . القصص المعرفية.
- 61. 40 دليل على اسلام ابي طالب ع.
- 62 . نثر الدرر.. رحلة في العلم والمعرفة.
- 63 . مجالس الخطباء لايام عاشوراء.
- 64 . ذكرياتي مع المنبر الحسيني.
- 65-100 ومؤلفات مخطوطة أخرى تربو على اربعين كتيبا وعنوانا.